# Claude Louis César Durand
Claude Louis César Durand est un homme politique français né le 1er octobre 1778 à Bourg-en-Bresse (Ain) et mort le 26 février 1860 à Bourg-en-Bresse.

## Biographie
Propriétaire, il est député de l'Ain de 1821 à 1824.

## Sources
- « Claude Louis César Durand », dans Adolphe Robert et Gaston Cougny, Dictionnaire des parlementaires français, Edgar Bourloton, 1889-1891 [détail de l’édition]